# John Minton (artista)

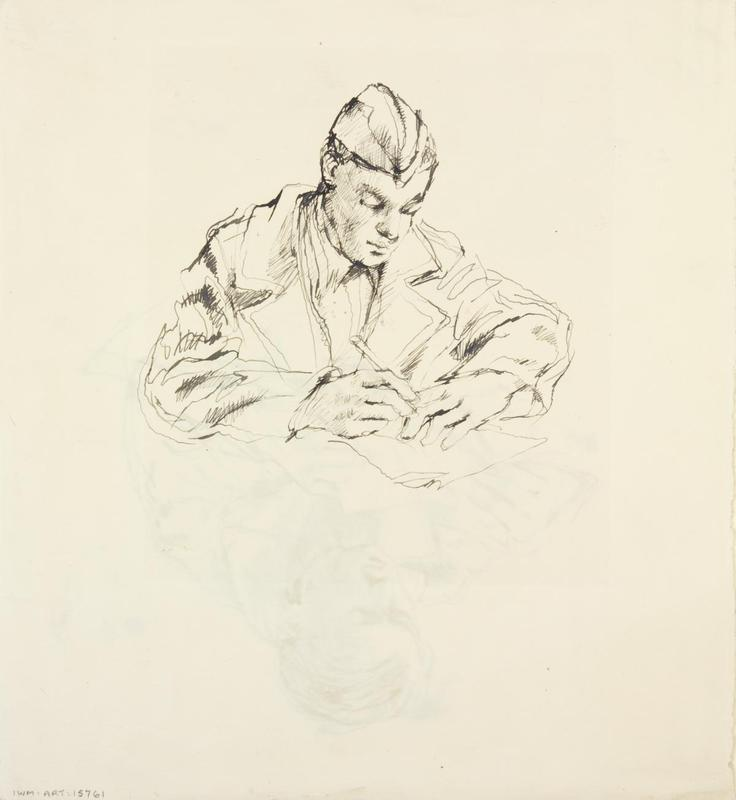
John Minton, Soldado escribiendo una carta a casa, c.1943. Museo Imperial de la Guerra.

Francis John Minton (Great Shelford, Cambridgeshire, 25 de diciembre de 1917-Chelsea, Londres, 20 de enero de 1957) fue un pintor, ilustrador, escenógrafo y profesor británico. Tras estudiar en Francia, volvió a Inglaterra y se dedicó a la docencia en Londres, al tiempo que desarrolló su carrera como pintor e ilustrador de libros, actividades en las que consiguió gran reputación. Fue famoso por sus obras de gran formato y también por sus escenografías teatrales. 
A mediados de la década de 1950, Minton se sintió cada vez más marginado en el mundo artístico, en el que se iba imponiendo el arte abstracto frente al realismo que él practicaba. Sufrió problemas psicológicos, se automedicó y tuvo problemas de bebida. En 1957 se suicidó.

## Juventud
Nacido en Great Shelford, Cambridgeshire, John Minton fue el segundo de los tres hijos del abogado Francis Minton y de su esposa Kate (cuyo apellido de soltera era Webb). Estudió en la Northcliff House (Bognor Regis, Sussex) entre 1925 y 1932, y de 1932 a 1935 en la Reading School. Estudió arte en la St John's Wood School of Art de 1935 a 1938 y quedó muy impresionado con su compañero de estudios Michael Ayrton, quien le influyó mucho y le transmitió el entusiasmo por los pintores franceses neorrománticos. Pasó ocho meses en Francia, frecuentemente acompañado por Ayrton, y regresó de París cuando estalló la Segunda Guerra Mundial.
En octubre de 1939 Minton se declaró objetor de conciencia, pero en 1941 reconsideró tal decisión y se alistó en el Royal Pioneer Corps del Ejército Británico. Fue destinado en la Infantería Ligera de Oxfordshire y Buckinghamshire en 1943, pero ese mismo año fue dado de baja por razones médicas. En su tiempo de servicio, diseñó junto a Ayrton el vestuario y el decorado para la representación de Macbeth de Shakespeare que produjo John Gielgud en 1942. Ayrton y Minton trasladaron el tiempo de la acción de la obra del siglo XI original a la era de los códices iluminados. Esta escenografía fue alabada por la prensa.
En 1942, Ayron y Minton fueron los protagonistas de una exposición conjunta en las Leicester Galleries de Londres. The Times destacó el realismo sombrío e intenso de Minton, tanto en su autorretrato como en los paisajes o las pinturas de edificios bombardeados. Esta inclinación de Minton, ya desde su juventud, por los colores oscuros está presente en su óleo Landscape at Les Baux (1939), conservado en la Tate.

## Profesor, pintor e ilustrador
De 1943 a 1946 Minton impartió clases de ilustración en el Camberwell College of Arts, y de 1946 a 1948 lo hizo de dibujo e ilustración en la Central School of Art and Design. Al tiempo, desarrollaba su carrera como pintor y dibujante. Compartió estudio durante varios años con Robert Colquhoun y Robert MacBryde, y más tarde con Keith Vaughan. En la reseña a una exposición de 1944, The Times señaló que Minton pertenecía claramente a la tradición estética del pintor romántico inglés Samuel Palmer, algo que han repetido frecuentemente otros críticos. Minton fue un autor muy prolífico. Entre 1945 y 1956 protagonizó siete exposiciones individuales en la Galería Lefevre, al tiempo que (desde 1949 y  hasta un año antes de su suicidio) trabajaba como profesor en el Royal College of Art. De esta época (1952) es el retrato que le hizo Lucian Freud, y el propio Minton se autorretrató en numerosas ocasiones. En la década de los 40, Freud, Minton y el también artista Adrian Ryan mantenían un triángulo amoroso homosexual.
Sus trabajos pictóricos fueron muy variados e incluyeron obras de gran formato, como las pinturas para la Cúpula del Descubrimiento en el Festival of Britain, los decorados en el Royal College of Art o la gran pintura religiosa sobre el tema del sorteo de las prendas de Jesús crucificado que pintó para la Real Academia de Arte. Diseñó textiles y papeles pintados; hizo collages, diseñó carteles para London Transport y los Estudios Ealing y fue muy valorado como retratista. Como paisajista, pintó tanto escenas rurales como ciudades degradadas, así como escenas de sus viajes por las Antillas, España o Marruecos, a los que siempre dotaba de su característico estilo deudor de Samuel Palmer.
La fama póstuma de Minton se debe principalmente a su trabajo como ilustrador. Trabajó muy estrechamente con el editor John Lehmann, quien también era homosexual, pero Artemis Cooper cree que es poco probable que, en contra de lo que otros sostienen, ambos Minton y Lehmann fueran pareja. Para Lehmann, Minton ilustró A Book of Mediterranean Food y French Country Cooking (los dos primeros libros de la escritora gastronómica Elizabeth David), libros de viajes (como Time was Away, A Notebook in Corsica de Alan Ross) y novelas, entre otras La isla del tesoro de Robert Louis Stevenson. También fue portadista de otros muchos editores y editoriales, como Michael Joseph (para quien hizo la cubierta de The Country Heart de H. E. Bates en 1949), Secker and Warburg y Rupert Hart-Davis.
Minton era un artista muy respetado tanto en ámbitos conservadores, como la Real Academia de Arte, y también el otros muy modernos, como The London Group. Él se sentía poco afín al movimiento abstracto, que comenzó a prevalecer en la década de 1950. Esto afectó a su equilibrio psíquico. Sufría cambios extremos de humor y empezó a beber en exceso. En 1957, tomó una sobredosis de somníferos en su casa, situada en el n.º 9 de Apollo Place, Chelsea, Londres, y murió cuando lo llevaban al Hospital St Stephen. Dejó un importante patrimonio, valorado entonces en 13.518 libras esterlinas.

## Exposiciones póstumas
En 2017 se conmemoró el centenario del nacimiento de Minton con una exposición en la Pallant House Gallery de Chichester, comisariada por el director de la galería, Simon Martin, y por la biógrafa de Minton, Frances Spalding.

## Minton en la cultura popular
«The Ghost of Mr. Minton» es una canción del grupo pop londinense Would-Be-Goods, publicada en su álbum Eventyr (2008) y que alude a John Minton. 
Unas palabras de Minton (Estamos todos inmersos en un mar de sangre y lo mínimo que podemos hacer es saludarnos unos a otros) inspiró el título un álbum de la banda Van der Graaf Generator: The Least We Can Do Is Wave to Each Other.